# Мухаметдиново
Мухаметдиново (баш. Мөхәмәтдин) — деревня в Благовещенском районе Республики Башкортостан Российской Федерации. Входит в состав Октябрьского сельсовета.

## География

### Географическое положение
Расстояние до:
- районного центра (Благовещенск): 84 км,
- центра сельсовета (Осиповка): 7 км,
- ближайшей ж/д станции (Загородная): 111 км.

## История
Деревня была основана башкирами Ельдякской волости на своей вотчинной земле в первой половине XIX века.  Последняя ревизия  зафиксировала в деревне  26 душ мужского мужского пола. В 1870 году  насчитывалось семь дворов и 42 человека. В конце XIX века деревня входила в Седяшское сельское общество (башкирская деревня Седяш-Ногаево ныне находится на территории Караидельского района, не путать с русским селом Седяш). После размежевания башкирской вотчинной земли крестьяне  деревни Мухаметдиново получили 1585 десятин. В 1895 году в деревне насчитывалось  26 дворов и 174 человека. Своей мечети в Мухаметдиново не было, жители деревни  входили в мусульманский приход мечети, находящейся в деревни Седяш. Подворная перепись 1912-1913 гг. зафиксировала в деревне 42 хозяйства и 264 крестьянина. Вся надельная земля продолжала находиться в общинной собственности, купчей земли не было. 
В 1917 году насчитывалось 45 домохозяйств и 300 человек - все башкиры. 
С советских времен деревня  Мухаметдиново входит в состав Октябрьского сельсовета.
В 1950 году в деревне  был создан колхоз  "Башкортостан", но на следующий год он был упразднен.

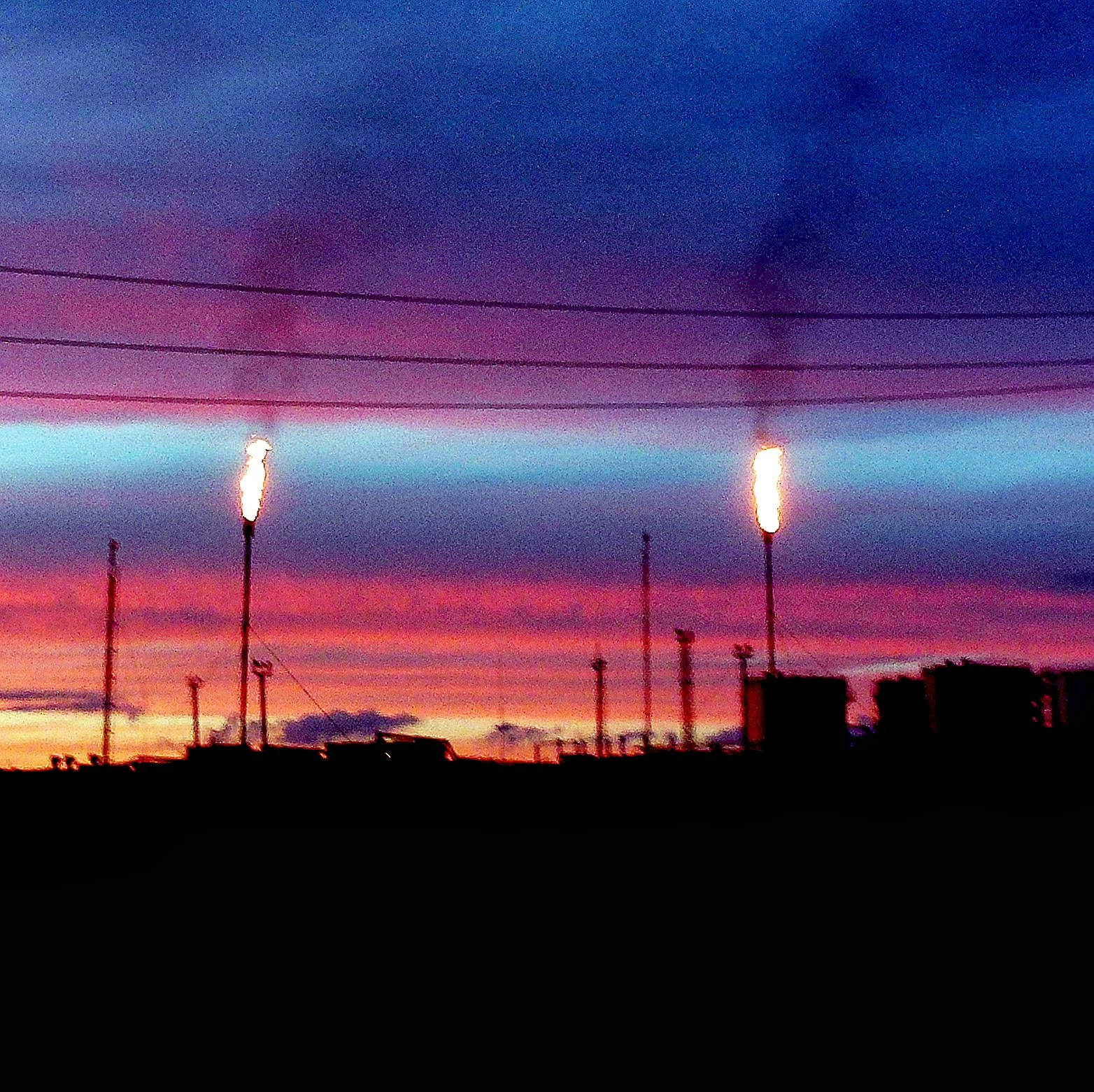
Нефтепромысел № 2 ОАО «АНК Башнефть»

## Население
| 2002 | 2009 | 2010 |
| ---- | ---- | ---- |
| 90   | ↘57  | ↘19  |

Согласно переписи 2002 года, преобладающие национальности —  башкиры (55 %), татары (27 %).
Численность населения  стремительно уменьшается: в 1959 году насчитывалось 169 человек, в 1969 - 99, а перепись 2010 года зафиксировала в деревне только 19 жителей.